# FA Community Shield 2017
De FA Community Shield 2017 was de 95e editie van de Community Shield. Chelsea, winnaar van de Premier League 2016/17, nam het op tegen Arsenal, winnaar van de FA Cup 2016/17. De wedstrijd werd gespeeld op 6 augustus 2017 in het Wembley Stadium in Londen. Het duel eindigde na 90 minuten in een gelijkspel (1–1). Er werden geen verlengingen gespeeld. In de strafschoppenreeks trok Arsenal aan het langste eind na twee missers van Chelsea (4–1).

## Teams
| Team       | Kwalificatie                   | Datum kwalificatie | Vorige deelname(s) |
| ---------- | ------------------------------ | ------------------ | --- |
| Chelsea FC | Winnaar Premier League 2016/17 | 12 mei 2017        | 1955, 1970, 1997, 2000, 2005, 2006, 2007, 2009, 2010, 2012, 2015                                                             |
| Arsenal FC | Winnaar FA Cup 2016/17         | 27 mei 2017        | 1930, 1931, 1933, 1934, 1935, 1936, 1938, 1948, 1953, 1979, 1989, 1991, 1993, 1998, 1999, 2002, 2003, 2004, 2005, 2014, 2015 |

## Wedstrijd

### Wedstrijddetails
|                             |                                           |       |                        |                                                                            |
| 6 augustus 2017 15:00 UTC+2 | Arsenal                                   | 1 – 1 | Chelsea                | Wembley Stadium, Londen Toeschouwers: 83.325 Scheidsrechter: Robert Madley |
| 6 augustus 2017 15:00 UTC+2 | Kolašinac 82'                             |       | 46' Moses              | Wembley Stadium, Londen Toeschouwers: 83.325 Scheidsrechter: Robert Madley |
| 6 augustus 2017 15:00 UTC+2 | Strafschoppen                             |       |                        | Wembley Stadium, Londen Toeschouwers: 83.325 Scheidsrechter: Robert Madley |
| 6 augustus 2017 15:00 UTC+2 | Walcott Monreal Oxlade-Chamberlain Giroud | 4 – 1 | Cahill Courtois Morata | Wembley Stadium, Londen Toeschouwers: 83.325 Scheidsrechter: Robert Madley |

| Arsenal | Chelsea |

| Arsenal:       |    |                         |     |
|                |    |                         |     |
| GK             | 33 | Petr Čech               |     |
| CB             | 16 | Rob Holding             |     |
| CB             | 4  | Per Mertesacker         | 33' |
| CB             | 18 | Nacho Monreal           |     |
| RM             | 24 | Héctor Bellerín         | 16' |
| CM             | 35 | Mohamed Elneny          |     |
| CM             | 29 | Granit Xhaka            |     |
| LM             | 15 | Alex Oxlade-Chamberlain |     |
| RW             | 17 | Alex Iwobi              | 67' |
| CF             | 9  | Alexandre Lacazette     | 66' |
| LW             | 23 | Danny Welbeck           | 87' |
| Wisselspelers: |    |                         |     |
| FW             | 12 | Olivier Giroud          | 66' |
| GK             | 13 | David Ospina            |     |
| FW             | 14 | Theo Walcott            | 67' |
| MF             | 30 | Ainsley Maitland-Niles  |     |
| DF             | 31 | Sead Kolašinac          | 33' |
| MF             | 61 | Reiss Nelson            | 87' |
| MF             | 69 | Joe Willock             |     |
| Coach:         |    |                         |     |
| Arsène Wenger  |    |                         |     |

| Chelsea:       |    |                     |         |
|                |    |                     |         |
| GK             | 13 | Thibaut Courtois    |         |
| CB             | 28 | César Azpilicueta   | 13'     |
| CB             | 30 | David Luiz          |         |
| CB             | 24 | Gary Cahill         |         |
| RM             | 15 | Victor Moses        |         |
| CM             | 4  | Cesc Fàbregas       |         |
| CM             | 7  | N'Golo Kanté        |         |
| LM             | 3  | Marcos Alonso       | 35' 79' |
| RW             | 22 | Willian             | 37' 82' |
| CF             | 23 | Michy Batshuayi     | 74'     |
| LW             | 11 | Pedro               | 80'     |
| Wisselspelers: |    |                     |         |
| GK             | 1  | Willy Caballero     |         |
| DF             | 2  | Antonio Rüdiger     | 79'     |
| FW             | 9  | Álvaro Morata       | 74'     |
| MF             | 17 | Charly Musonda jr.  | 82'     |
| DF             | 27 | Andreas Christensen |         |
| MF             | 36 | Kyle Scott          |         |
| MF             | 38 | Jeremie Boga        |         |
| Coach:         |    |                     |         |
| Antonio Conte  |    |                     |         |

1990 · 1991 · 1992 · 1993 · 1994 · 1995 · 1996 · 1997 · 1998 · 1999 · 2000 · 2001 · 2002 · 2003 · 2004 · 2005 · 2006 · 2007 · 2008 · 2009 · 2010 · 2011 · 2012 · 2013 · 2014 · 2015 · 2016 · 2017 · 2018 · 2019 · 2020 · 2021 · 2022 · 2023 · 2024